# C. Thomas Caskey
Charles Thomas „Tom“ Caskey (* 22. September 1938 in Lancaster, South Carolina; † 13. Januar 2022) war ein US-amerikanischer Humangenetiker und Experte auf dem Gebiet der personalisierten Medizin. In einem Nachruf in der Fachzeitschrift Science wurde herausgestellt, dass Caskey ein Pionier auf dem Gebiet der Erforschung von Trinukleotiderkrankungen war.

## Leben
Thomas „Tom“ Caskey studierte von 1956 bis 1958 Chemie an der University of South Carolina, wechselte dann aber an die Medical School der Duke University in North Carolina, wo er sich bei James B. Wyngaarden (1924–2019) mit der Purinbiosynthese befasste und 1963 sein Studium als Doctor of Medicine (M.D.) abschloss. Danach arbeitete er beim US Public Health Service – statt als Soldat im Vietnamkrieg – als Arzt auf dem Gebiet der Inneren Medizin, bis er 1965 in die Arbeitsgruppe des Genetikers Marshall Nirenberg bei den National Institutes of Health in Bethesda, Maryland, aufgenommen wurde. 1971 wechselte er ans Baylor College of Medicine in Houston, Texas, wo für ihn eine neue Abteilung für Genetik eingerichtet wurde, und 1976 ans Howard Hughes Medical Institute in Maryland.
Am Baylor College hatte er eine Professur für molekulare Genetik und Humangenetik inne.
Von 1994 bis 2006 war er als Senior Vice President of Research für das US-Pharmaunternehmen Merck & Co. tätig, um dazu beizutragen, das im Rahmen der biomedizinischen Grundlagenforschung erarbeitete Wissen möglichst rasch in Medizinprodukte einfließen zu lassen. Danach kehrte er nach Houston zurück und gründete dort das Institute of Molecular Medicine am University of Texas Health Science Center. 2011 kehrte er schließlich wieder ans Baylor College of Medicine zurück.

## Forschung
Der Aufenthalt im Labor von Marshall Nirenberg von 1965 bis 1971 war prägend für Caskeys weitere Laufbahn. Nirenberg und Heinrich Matthaei hatten 1961 entdeckt, dass Aminosäuren durch die Abfolge (Nukleotidsequenz) von drei Nukleobasen der mRNA, eines Basentripletts, codiert werden; Nirenberg wurde hierfür 1968 der Medizin-Nobelpreis zuerkannt. Caskey gelang es, solche Codons als universelles Prinzip des Genetischen Codes bei Bakterien, Amphibien und Säugetieren nachzuweisen. Ihm gelang es zudem, die Proteine zu identifizieren, die die Translation der mRNA abschließen.
Nach dem Wechsel ans Baylor College of Medicine in Houston befasste sich Caskey ab 1971 vor allem mit dem Enzym Hypoxanthin-Guanin-Phosphoribosyltransferase (HGPRT), das infolge einer Genmutation zum Lesch-Nyhan-Syndrom führen kann. Aufbauend auf den Analysen seiner Arbeitsgruppe wurde 1990 die vollständige DNA-Sequenz der HGPRT publiziert. 1991 war er beteiligt am Nachweis, dass dem Fragilen-X-Syndrom eine extrem häufig sich wiederholende Sequenz aus CGG-Trinukleotiden zugrunde liegt. Insgesamt wurden in seinem Labor mehr als zwei Dutzend Gene identifiziert, deren Mutation beim Menschen zu einer genetischen Krankheit führen kann.

## Ehrungen und Mitgliedschaften (Auswahl)
- 1978: Mitglied des American College of Physicians[2]
- 1990: Mitglied der American Association for the Advancement of Science
- 1992: Mitglied der American Medical Association
- 1992: Mitglied der Royal Society of Medicine
- 1993: Mitglied der National Academy of Sciences
- 1993: Mitglied der New York Academy of Sciences
- 1993: Mitglied der American Academy of Microbiology
- 1993: Ehrendoktorat der University of South Carolina
- 1993–1996: Präsident der Human Genome Organisation
- 2021: William Allan Award der American Society of Human Genetics

## Belege
1. 1 2 3  Andrea Ballabio und Huda Zoghbi: C. Thomas Caskey (1938–2022). A visionary architect of genomic medicine. In: Science. Band 375, Nr. 6583, 2022, S. 824, doi:10.1126/science.abo3949.
2. 1 2  Curriculum vitae: C. Thomas Caskey, M.D (Memento vom 9. November 2006 im Internet Archive). Im Original publiziert auf identigene.com, 18. Dezember 2001.
3. ↑  Genetics pioneer Dr. C. Thomas Caskey dies. Auf der Website des Baylor College of Medicine, 14. Januar 2022.
4. ↑  Edward M. Scolnick: C. Thomas Caskey 1938–2022: Genetics pioneer and a cherished friend. In: PNAS. Band 119, Nr. 11, 2022, e2201637119, doi:10.1073/pnas.2201637119.
5. 1 2  Jan Witkowski: C. Thomas Caskey (1938–2022). Geneticist who demonstrated the universality of life’s code. In: Nature. Band 603, 2022, S. 386, doi:10.1038/d41586-022-00714-2.

| Personendaten    | Personendaten                                                                            |
| ---------------- | ---------------------------------------------------------------------------------------- |
| NAME             | Caskey, C. Thomas                                                                        |
| ALTERNATIVNAMEN  | Caskey, Charles Thomas (vollständiger Name); Caskey, Tom (Spitzname)                     |
| KURZBESCHREIBUNG | US-amerikanischer Humangenetiker und Experte auf dem Gebiet der personalisierten Medizin |
| GEBURTSDATUM     | 22. September 1938                                                                       |
| GEBURTSORT       | Lancaster, South Carolina                                                                |
| STERBEDATUM      | 13. Januar 2022                                                                          |